# Escharotomie
Escharotomie (aus Eschara, altgriechisch ἐσχάρα ‚Herd‘, ‚Brandstelle‘, ‚Schorf‘ (auf einer Brandwunde), und -tomie) ist eine in der Medizin angewandte Methode der Durchtrennung oberflächlicher Hautschichten.
Sie findet vor allem bei Brandverletzten Anwendung, wenn mehr als zwei Drittel des Umfangs einer Extremität verbrannt sind. Sie dient der Vorbeugung gegen das Kompartmentsyndrom.